# Elena Rakowska
Elena Rakowska   (Odessa, 21 d'octubre de 1883 - Roma, 4 de novembre de 1964), coneguda també com a Elena Serafin,o també Elena Rakovskafou una soprano polonesa que va actuar al Gran Teatre del Liceu la temporada 1915-1916.

## Biografia
Fou filla de Mtisław Rakowski i de Maria Golowin-Rakowska.
Estudià cant al seu país, debutà el 1900 i passà ràpidament a ser un dels elements més apreciats de l'Òpera de Viena. S'establí a Itàlia, després d'un breu curs de perfeccionament, on es feu notar de seguida per la seva veu bella i imponent, que feia d'ella un element insubstituïble per al gran repertori verdià i wagnerià. També fou cèlebre intèrpret de Francesca da Rimini de Riccardo Zandonai, i Toscanini l'invità moltes vegades a La Scala de Milà, per a protagonitzar Mefistofele d'Arrigo Boito i Cristoforo Colombo d'Alberto Franchetti.
L'any 1915 es casà amb el director Tullio Serafin. La filla d'ambdós, Vittoria, va ser l'esposa del baix Nicola Rossi-Lemeni.
Del 1924 al 1928 va cantar regularment al Teatro Colón de Buenos Aires i del 1927 al 1930 va ser membre del Metropolitan Opera de Nova York,i destacà per les seves actuacions com a Brünnhilde a Siegfried de Wagner. En retirar-se dels escenaris va treballar com a professora de cant a Roma, on va morir el 1964.